# Økologi
| Portal | Portal:Økologi |

 For alternative betydninger, se Økologi (flertydig). (Se også artikler, som begynder med Økologi)
Økologi er videnskaben om forholdet mellem de levende væsner og mellem dem og deres miljø. Økologien er dermed den af naturvidenskaberne, som studerer de levende organismers levesteder og den gensidige påvirkning mellem de levende væsner og miljøet. Begrebet blev skabt i 1866 af den tyske biolog Ernst Haeckel ud fra de græske ord oikos (som betyder "hus" eller "husholdning") og logos (der betyder "kundskab om" eller "videnskab om"). Miljøet omfatter både de livløse omgivelser – klima, jordbundsforhold, geologi – og den levende del af omgivelserne - planter, dyr og mikroorganismer. En stor del af den økologiske forskning drejer sig om biodiversitet og antal af arter, og hvordan de påvirkes af forhold i miljøet: levende væsner påvirker deres miljø, og miljøet påvirker de levende væsner.
Videnskaben blev indledt i 1866 af den tyske biolog Ernst Haeckel. I sit værk Organismernes almene formlære afgrænsede Haeckel dette begreb som: "(...) videnskaben om organismernes forhold til den omgivende verden, dvs. videnskaben om livsvilkårene i bred betydning".
En almindeligt accepteret definition, der ofte bruges i humanøkologien, består i at afgrænse økologien ved det gensidige afhængighedsforhold mellem en arts enkeltindivider, denne arts levemåde og det miljø arten lever i. Miljøet er på samme tid både resultatet af disse aktiviteter og forudsætningen for dem, altså for artens overlevelse.
En økolog er en forsker inden for økologi. Udtrykket bliver dog også brugt som betegnelse for tilhængere af den politiske bevægelse økologismen.

## Historie

### Forløberne
Man kan påstå, at en af de første økologer var Aristoteles, der interesserede sig for mange forhold i naturen.
I det 13. århundrede forfattede Albert den Store mange værker om zoologi.
I det 18. århundrede fandtes der mange naturforskere som f.eks. Buffon, Alexander von Humboldt, Jean-Baptiste de Lamarck, Carl von Linné og Eugen Warming, hvis værker i reglen bliver betragtet som forløbere for den moderne økologi.

### Geografisk botanik og Alexander von Humboldt
I løbet af det 18. århundrede og i begyndelsen af det 19. århundrede sendte de store, europæiske nationer mange ekspeditioner ud for at udforske verden, udvikle søhandlen med andre lande, opdage nye naturressourcer og lave oversigter over dem. I begyndelsen af det 18. århundrede kendte man ca. 20.000 plantearter mod 40.000 i begyndelsen af det 19. århundrede og næsten 400.000 i dag.
Der deltog mange videnskabsfolk i disse ekspeditioner, og det var først og fremmest botanikere, som f.eks. den tyske forsker, Alexander von Humboldt, der ofte betragtes som den egentlige forløber for økologien. Han studerede som den første forholdene mellem miljøet og de levende organismer. Han påviste det forhold, der er mellem bestemte plantearter og klimaforholdene, og beskrev vegetationszonerne i forhold til breddegraden eller højden over havet, den forskningsgren, som man i dag kalder plantegeografien.
For eksempel berettede han i 1804 om en imponerende mængde af arter, særligt plantearter, hvis geografiske udbredelse han forsøgte at forklare ved at støtte sig til de geologiske vilkår. Et af Humboldts mest kendte værker er L'essai sur la geografi des plantes, Paris 1805.

### Darwin og Wallace
Med offentliggørelsen af Charles Darwins værk The Origin of Species skete der i 1859 et brud: videnskaben gik fra at lave konstaterende fremstillinger om arterne over til at forklare deres udvikling. Alfred Russel Wallace, der var hans samtidige, nåede frem til de samme teorier ved at undersøge dyrearternes geografi.
Hos mange af forfatterne opstod den tanke, at arterne ikke var uafhængige af hinanden, men at deres fordeling var ordnet i samfund af levende væsner eller biocønoser. Dette begreb blev brugt første gang i 1877 af zoologen Karl August Möbius.

### Biosfærebegrebet: Eduard Suess og Vernadskij
I det 19. århundrede blev undersøgelserne befordret af den viden, man var nået frem til indenfor kemien, specielt kvælstoffets kredsløb.
Da den østrigske geolog, Eduard Suess, havde lagt mærke til, at livet kun kan udvikles inden for snævre grænser i de tre miljøer: atmosfæren (luftrummet), hydrosfæren (vandet) og lithosfæren (fast jord), skabte han udtrykket biosfære i 1875. Han foreslog, at man skulle bruge begrebet om alt det liv, som omgiver og gennemvæver kloden, og som omfatter flora, fauna, mineralerne, stofkredsløbene osv.
I 1926 præciserede den russiske geolog, Vladimir Vernadskij, begrebet biosfære yderligere i sin bog: Биосфера (=”Biosfæren”) og beskrev de grundlæggende principper for klodens overordnede, biogeokemiske kredsløb. I den sammenhæng omdefinerede han begrebet biosfære, sådan ”summen af alle økosystemer”.
I øvrigt blev man klar over de første økologiske problemer i det 18. århundrede, da udvidelsen af kolonierne blev årsag til skovrydninger, og fra og med det 19. århundrede og den industrielle revolution opstod der mere og mere alvorlig bekymring om følgerne af menneskers påvirkning af miljøet.

### Begrebet økosystem og Arthur Tansley
I det 19. århundrede anså man biogeografien, som beskæftiger sig med at beskrive forholdene på arternes levesteder, for en videnskab, der ikke måtte sammenblandes med økologien. Den skulle nemlig forsøge at forklare grundene til, at bestemte arter findes på et givet sted.
I 1935 brugte Arthur Tansley, en britisk økolog, begrebet økosystem om det gensidige forhold mellem biocønosen (helheden af alle levende væsner) og biotopen (de samme væsners levested). Økologien blev på den måde til videnskaben om økosystemerne.

### Gaiahypotesen og James Lovelock
Efter den 2. verdenskrig har forhold som kernekraft, industrialisering, forurening, intensivt landbrug, jordspekulation, skovrydning, ødselhed og rovdrift på naturens ressourcer fra de industrialiserede landes side sammen med den eksponentielle vækst i befolkningstallet hos landene i den 3. verden mere og mere gjort det det tydeligt, at der er problemer med menneskets plads i verden. Det ligger bag udbygningen af den videnskabsgren, som kaldes humanøkologi.
Gaia-idéen, der er symptomatisk for en hel epoke, blev fremsat af James Lovelock. I sin bog Gaia: A New Look at Life on Earth sammenligner han jorden med én eneste kæmpestor organisme. Det videnskabelige forbindes med de oprindelige befolkningers grundlæggende tro, der almindeligvis er tæt forbundet med jorden, sådan som det f.eks. kan aflæses i den nordiske myte Hávamál.
Selv om den bliver heftigt omdiskuteret, har hypotesen om Gaia fået en del interesse hos offentligheden. Den gør det muligt at støtte den voksende, økologiske samvittighed ved at skabe bevidsthed om, at “Moder Jord”, Gaia, er syg på grund af menneskene og deres aktiviteter. Fra et videnskabeligt synspunkt placerer denne hypotese økologien som led i en global vision om biosfæren og biodiversiteten.

### Humanøkologi
Humanøkologien er den del af økologien, som studerer arten menneske, denne arts aktiviteter og dens miljø. Humanøkologien opstod i løbet af 1920'erne i kølvandet på undersøgelser af successionsforløbet hos plantesamfund i Chicago. Den blev dog først et særskilt undersøgelsesfelt i løbet af 1970'erne. Menneskets fremtrængen på alle kontinenter er siden blevet anerkendt som én af de afgørende, økologiske faktorer. Mennesket omformer sit miljø voldsomt ud fra ønsket om at skabe sig et levested (særligt i form af byudvikling) og et udkomme gennem fiskeri, landbrug eller industri.
Studier i humanøkologi kræver desuden inddragelse af forskning inden for antropologi, arkitektur, biologi, demografi, ergonomi, etnologi, historie og lægevidenskab.
Inden for filosofien er der knyttet en særlig retning til humanøkologien, nemlig økologismen. Desuden findes der en politisk bevægelse, der opstod første gang i 1920'erne, og som bruger resultater fra den videnskabelige økologiforskning i den politiske argumentation.

### Global økologi
I 1971 fremlagde UNESCO et forskningsprogram, Man and Biosphere, der havde til formål at øge vores viden om de gensidige påvirkninger mellem menenskene og naturen. Nogle år senere definerede organisationen begrebet biosfærereservat.
Under en international FN-konference, som foregik i Stockholm i 1972, og som drejede sig om menneskers miljø, brugte man for første gang udtrykket at tænke globalt og handle lokalt.
De seneste, større begrebsudviklinger inden for økologien fik man i 1980'erne, da der opstod ord som biosfære og biodiversitet. Disse udtryk blev fælles sprogbrug under topmødet i Rio de Janeiro i 1993, for ved den lejlighed blev begrebet biosfære og faren for at tabe biodiversitet anerkendt af de store, internationale organisationer.
Ved Kyotokonferencen indså man de farer, som truer biosfæren. Konferencen interesserede sig i særlig grad for drivhuseffekten, der er forbundet med mængden af drivhusgasser i atmosfæren, og som medfører global opvarmning. Ved samme lejlighed blev det almindeligt anerkendt, at økologien må ses fra en global synsvinkel, og at man må inddrage påvirkninger fra arten menneske.

## Grundlæggende principper

### Forskellige synsvinkler
For mange er økologien en del af den grundlæggende, biologiske videnskab, der beskæftiger sig med samtlige levende væsner. Inden for biologien findes der forskellige niveauer, der studerer de biologiske forhold henholdsvis på molekylært plan, hos cellerne, i den enkelte organisme, blandt populationer, samt i samfund, økosystemer og hele biosfæren.
Økologiens arbejdsområde nyordner de sidstnævnte kategorier. I realiteten er den en holistisk videnskab, som ikke bare studerer hvert element i dets forhold til andre elementer, men også udviklingen af disse indbyrdes forhold mellem dyre- og plantepopulationer under de ændringer, som miljøet bliver underkastet. Disse forhold beskrives fra det mindste plan til det globale niveau. Det opsplitter økologien i en række emner:
- økofysiologien, som studerer sammenhængene mellem en fysiologisk proces og miljøfaktorerne;
- autoøkologien (eller autøkologien), som studerer sammenhængene mellem en bestemt slags organisme og faktorerne i dens miljø;
- populationsøkologien, som studerer sammenhængene mellem en population af individer fra samme art og deres miljø;
- synøkologien, som studerer sammenhængene mellem et samfund af individer fra forskellige arter og deres miljø;
- videnskaben om økosystemer;
- globaløkologien, som studerer på økosfære- eller bisosfæreniveau;
- miljøøkonomien, som studerer forbruget af naturressourcer og de økonomiske virkemidler, der kan begrænse forbrug og forurening.

Det, som kaldes økologi, er i realiteten en helhed: de økologiske videnskaber. Den samler yderligere et temmelig stort antal discipliner omkring sig, som er mere eller mindre uafhængige som f.eks.: fysik, geografi, geologi, jordbundslære, biokemi osv.

### Underemner
Økologien omfatter talrige underemner:
adfærdsøkologi – agroøkologi – anvendt økologi – bevaringsøkologi – biogeografi – byøkologi – dyreøkologi – epidemisk økologi – global økologi – humanøkologi – hydroøkologi – jordbundsøkologi – kemisk økologi – landskabsøkologi – makroøkologi – mikrobiologisk økologi – molekylær økologi – palæoøkologi – planteøkologi – populationsøkologi - populationsdynamik – renatureringsøkologi – samfundsøkologi – social økologi – systemøkologi – teoretisk økologi – virusøkologi – økoevolution – økosystemøkologi
Økologiske betragtningsmåder spiller også en væsentlig rolle i tværfaglige fag som økonomi, medicin, design og industri.

### Biosfære og Biodiversitet
Man definerer biosfæren som et rum med levende væsner, mens biodiversiteten er den forskelligartethed, som findes blandt dem. Rummet er "beholderen", og biodiversiteten er indholdet. Denne diversitet findes på samme tid både på det økologiske plan (økosystem), hos populationerne (artsdiversitet) og hos arterne selv (individdiversitet).
Biosfæren indeholder store mængder grundstoffer som f.eks. kulstof, ilt og kvælstof. Andre stoffer som f.eks. fosfor, calcium og kalium er mindre almindelige, men er lige så afgørende for opretholdelse af livet. I den store sammenhæng (hos økosystemet eller i biosfæren) findes der et vedvarende kredsløb af alle disse grundstoffer, der skifter mellem mineralsk og organisk binding.
Økosystemets overlevelse er i bund og grund baseret på den omdannelse af solenergi til kemisk energi, der finder sted i fotosyntesen. Samtidig betyder denne proces, at ilt bliver frigjort til atmosfæren. Det gør det muligt at udnytte den effektive åndingsproces i omsætningen af energirige, organiske forbindelser , sådan at energien kan anvendes af større dyr (mennesker f.eks.), mens vand og CO2 frigives.
For bedre at kunne forstå biosfærens virkemåde og de vanskeligheder, som menneskenes aktiviteter fremkalder har amerikanske forskere opbygget en mindre, lukket model af biosfæren, som de kalder Biosfære 2.

### Økosystem
Økosystemet består af to dele, nemlig alle de levende væsner (biocønosen) og miljøet (biotopen). Inden for økosystemet opretholder arterne en indbyrdes afhængighed, og de udveksler både energi og stof med hinanden og med deres miljø.
Økosystemer bliver ofte ordnet i forhold til de biotoper, de rummer.
- Landøkosystemer som f.eks. skove, græsområder (stepper, prærier, savanner osv.) eller jordbrugsarealer
- Ferskvandsøkosystemer som de stillestående vandes (damme, søer) eller de strømmende vandes (bække, åer og floder) økosystemer
- oceaniske økosystemer (hav, oceaner)

En anden inddeling kan skabes i forhold til biocønoserne (f.eks. kan man tale om skovplanternes eller menneskets økosystem).

### Biocønose
Biocønosen er en helhed af populationer af levende væsner: planter, dyr, mikroorganismer. Hver population er resultatet af formeringer mellem individer af samme art, som lever på samme sted på et givet tidspunkt. Hvis populationen består af et utilstrækkeligt antal individer, risikerer arten at forsvinde enten på grund af for ringe individtæthed eller på grund af indavl. En population kan formindskes af flere grunde, f.eks. at dens levested forsvinder (ødelæggelse af en skov) eller på grund af overdrevet græsningstryk (for højt jagttryk på en bestemt art).
Biocønosen er kendetegnet af økologiske faktorer af to slags: forholdet mellem arterne indbyrdes (de mellemartslige forhold) og forholdet mellem individerne inden for arten (de indreartslige forhold).
De indreartslige forhold er dem, der opstår mellem individer af samme art, som danner en population. Det drejer sig om samarbejde og konkurrence, deling af territorium og dannelsen af hierarkiske samfund.
Der er mange mellemartslige forhold, altså forhold mellem forskellige arter, og de opstår som en virkning af gunstig, ugunstig eller neutral, gensidig påvirkning (f.eks. symbiose (et ++ forhold) eller konkurrence (et -- forhold)). Den mest betydningsfulde forbindelse mellem to arter drejer sig om fødeindtagelse (æd eller bliv ædt): det fører over til det økologisk vigtige begreb fødekæde (eksempelvis bliver græsroden ædt af gåsebillelarven, som selv bliver ædt af en stær osv.). Den økologiske niche er et udtryk for en arts tilpasning til sine vilkår, mens habitatet er artens levested. Hvis flere arter lever same sted, kaldes det en biotop.

### Homøostase
De løbende påvirkninger mellem levende væsner er ledsaget af en vedvarende strøm af mineraler og organisk stof, som optages af de levende væsner, for at de kan opretholde deres liv og deres formering, og af rester, der udstødes som afføring. Disse konstante kredsløb af grundstoffer (i særdeleshed kulstof, kvælstof og ilt) og vand kaldes biogeokemiske kredsløb. De giver biosfæren en vedvarende stabilitet (i det mindste indtil den menneskelige påvirkning og de ekstraordinære klimaforhold).
Denne selvregulering, som skyldes virkninger af negative feedback, sikrer økosystemernes overlevelse og viser sig ved en meget høj grad af stabilitet i [taux] for de forskellige grundstoffer i hvert miljø. Man kalder dette for homøostase. Økosystemet har også en tendens til at udvikle sig i retning af en idealtilstand med ligevægt, klimaks, som formodes at opstå efter en succession af begivenheder (f.eks. kan en lavmose blive til en højmose).

### Biomer
Biomet danner et stort, økologisk sammenhængende og ensartet areal. (f.eks. tundra eller steppe). Den samlede mængde af biomer eller alle de steder, hvor liv er muligt, danner tilsammen biosfæren.
Biomerne svarer ret nøje til opdelingerne af kloden, regnet fra Ækvator til polerne. De hænger sammen med miljø (hav, ferskvand, fladland eller bjerge) og klima (temperatur og nedbør). Eksempelvis finder man kun vandplanter i den fotiske zone af havet (hvor lyset trænger ned), mens man først og fremmest finder sukkulenter i ørkenområder.
Man kan også beskrive forholdene ved at opdele verden i økozoner. De er efterhånden godt defineret og følger i store træk kontinenternes grænser. Økozonerne opdeles selv i økoregioner, selv om fastlæggelsen af deres grænser er mere omdiskuteret.

### Produktivitet i økosystemer
I økosystemerne er det ofte fødeindtagelse, der forbinder arterne. Man skelner mellem tre trofiske niveauer af organismer:
- producenterne (grønne planter, grønne alger og visse bakterier), der binder solenergi (eller kemisk energi) i form af kemiske bindinger i nydannede kulhydrater. Disse organismer er autotrofe (selvforsynende) i forhold til deres energiindtag;
- konsumenterne (dyr, snylteplanter og -svampe), som enten er konsumenter af første orden (planteædere), anden orden (rovdyr og snyltere). Disse væsner er heterotrofe (afhængige af andre) hvad angår deres energiindtag;
- nedbryderne (bakterier, svampe og visse dyr), som skaffer sig deres energiindtag ved at omsætte organisk stof, der stammer fra planter og dyr af enhver slags.

Disse forbindelser danner rækkefølger op gennem niveauerne, hvor hvert led æder det foregående og bliver ædt af det følgende. Derfor taler man om fødekæder eller i nyere forskning: fødenet. I sådan et sammenhængende netværk af fødeniveauer kan man se, at antallet af organismer svinder ind til ca. én tiendedel, når man bevæger sig fra et niveau og op på det næste.
Ud fra disse iagttagelser har man skabt begreberne biomasse (den totale mængde af levende stof på et givet sted), de nettoprimærproduktion (nettoforøgelsen af plantemasse i et givet tidsrum) og sekundærproduktion (mængden af levende stof produceret af konsumenter og nedbrydere i et givet tidsrum).

## Økologiske kriser
Økologiske kriser kan være mere eller mindre brutale (med følgevirkninger over få måneder til flere millioner år). De kan skyldes naturlige årsager eller være af menneskelig oprindelse. De kan gå ud over en enkelt eller nogle få arter, eller de kan ramme et meget stort antal arter (se masseuddøen).
Set fra en anden synsvinkel kan krisen være lokal (f.eks. en lavine) eller global (f.eks. en stigning i verdenshavet vandstand). Hvis krisen er global kan konsekvenserne være mere eller mindre alvorlige. Efter nogle af de geologiske kriser kan man konstatere et tab på mere end 90% af arterne. Det bør dog understreges, at når visse arter forsvinder (som f.eks. dinosaurerne), bliver én eller flere økologiske nicher ledige, sådan at der bliver plads til udvikling og ændring af andre arter. En økologisk krise kan altså – paradoksalt nok – fremme biodiversiteten i en periode.
I løbet af de seneste årtier har man kunnet konstatere, at menneskets ansvar for de økologiske kriser har været stigende. På grundlag af vore teknologiske landvindinger og hastigt forøgede befolkningstal er mennesket den eneste art, hvis aktivitet har generel indflydelse på vort eget miljø. Begyndelsen til denne indflydelse blev lagt med den neolitiske revolution i bondestenalderen.
Nogle eksempler på økologiske kriser:
- Perm–Trias udslettelsen for 250 millioner år siden,
- Kridt-tertiær udslettelsen for 65 millioner år siden, kaldet K/Pg-grænsen
- Global opvarmning som er forbundet med drivhuseffekten. En global opvarmning kan indebære oversvømmelse af deltastaterne i Asien, forøgelse af begivenheder med ekstremt vejrlig, ændringer i flora og fauna og udtømning af fødekilderne på grund af negative virkninger på det globale agerbrug,
- Hullet i ozonlaget (som dog er kulmineret efter forbuddet mod brug af CFC-gasser og halogener i sprayflasker og køleskabe),
- Skovdød og ørkendannelse, som medfører, at talrige – kendte og endnu ukendte – arter forsvinder,
- Tjernobylulykken i 1986 blev årsagen til opgivelse af store landbrugsområder, massive flytninger af befolkninger, øget kræfthyppighed hos lokalbefolkningen og talrige husdyrs død.

## Politisk økologi
Siden 1970'erne har man set opvæksten af folkeligt funderede bevægelser, strømninger og ideologier med interesse i politisk økologi. I de fleste vestlige lande, har det udmøntet sig i miljø- og økologipartier, såkaldte grønne partier. Hovedinteressen for disse grønne bevægelser og partier er primært humanøkologien, altså menneskets forhold til og påvirkning af økosystemer og de andre levende væsner på planeten. De fleste af bevægelserne finder det essentielt at basere sine ytringer, agendaer og handlinger på faktuel viden og data fra den økologiske videnskab.
Den videnskabelige økologi gør det muligt at definere de parametre, der kan lette indførelsen af de indgreb, der skal foretages for at beskytte naturen. Det kan være oprettelsen af nationalparker og frøbanker, eller det kan dreje sig om indførelse af love og vedtagelsen af internationale konventioner, som skal beskytte flora og fauna og de naturlige miljøer.
Humanøkologien er den gren af den økologiske videnskab som studerer og undersøger menneskearten - den globale art, den invasive art -, og dens indflydelse på biosfæren: de biogeokemiske kredsløb, energistrømmen og biodiversiteten. Her kan studiet af fortidens mennesker, og konsekvenserne af de valg som de traf, afsløre hvilke valg biosfærens fremtid hviler på.

### Nogle talstørrelser

#### Industri
- 821.000.000 tons[2]: det er vægten af det affald, der blev produceret af den franske industri i 2004. Det svarer også til 82.000 gange vægten af Eiffeltårnet.
- 150 000 km²/år : det er det areal, der bliver ryddet af menneskeheden hvert år på grund af tømmerhøst til papirfabrikation. Det svarer ret præcist til den samlede størrelse af alle franske skove.

#### Borgere
- 7%[3]: det er den energibesparelse, vi opnår ved at sænke rumtemperaturen til 19 °C i stedet for 20 °C.
- 353 kg/år[4]: det er vægten af affald fra hver gennemsnitsfranskmand (+10% på 10 år)
- 70%[5] : Stand-by funktionen er skjult men meget energikrævende og svarer til 70% af forbruget i tændt tilstand (med 20 timers stand-by overfor 4 timers aktiv.
- 5: det er antallet af atomreaktorer, der skal bruges for at forsyne bare opvaskemaskiner, vaskemaskiner og tørretumblere i Frankrig. Dette skal ses i forhold til, at der er i alt 60 reaktorer i drift i Frankrig. Maskinerne bruger altså 8,5% af energien.
- 100 kWh/år : det er den besparelse, det giver at købe en fladskærm i stedet for en traditionel billedskærm (målt på 8 timers forbrug).
- 30%: det er varmetabet fra dårlig isolerede hustage.

#### Forskelligt
- 6 Gigatons/år[6]: det er afgivelsen af drivhusgasser, vel vidende at jorden kun kan omsætte 3 GT/år. Derfor ophobes der hvert år 3 GT.
- + 0,5-0,7 °C[7]: det er temperaturstigningen ved jordens overflade siden 1860.
- 12 milliarder km/dag: det er den rejse, som europæerne foretager i bil, dvs. 300.000 jorden rundt hver dag.
- 55%: det er andelen af forurenet vand, der bliver renset i Frankrig.
- 40%: det er overforbruget af brændstof i en firehjulstrukket bil i forhold til en almindelig bil.
- 1/dag: det er antallet af plantearter, der bliver udslettet af mennesket hver dag.
- 156:[8] det er antallet af lande, der har ratificeret Kyotoaftalen. Bemærk, at hverken USA, Australien eller Japan har ratificeret aftalen.
- -2,9%:[9] det er faldet i afgivelsen af drivhusgasser i Europa i 2003 set i forhold til 1990. Vi har forpligtet os til en nedsættelse på 8% mellem 2008 og 2012.
- 5.500 milliarder dollars:[10] det er prisen for den globale opvarmning, hvis man ikke gør noget ved den.
- 62 TWh:[11] det er den mængde elektricitet, der blev produceret i 2006 i Frankrig ud fra bæredygtige energikilder. Frankrig producerede i alt 3.177 TWh energi (fossile brændstoffer + bæredygtige energikilder). Det ville svare til produktionen fra 130 femtegenerations reaktorer.

## Eksterne links
- Vejledning om økologisk havedyrkning (dansk)
- Det økologiske råd: Overordnede, økologiske problematikker (dansk)
- Miljøministeriet: Miljøministeriets centrale informationscenter, "Frontlinjen" Arkiveret 20. oktober 2020 hos  Wayback Machine (dansk)
- Nyt fra Skov- og Naturstyrelsen (dansk)
- Kylen Lee: Fundamentals of Ecology (engelsk)
- Stanford Encyclopedia of Philosophy: Ecology (engelsk)
- Barramedasoft Corporation: What is Ecology?
- Lynn Jr. White (1967): The Historical Roots of Our Ecological Crisis, Science, 10 marts 1967, Vol. 15, s. 1203-1207
- J.H. Daude: Nogle præciseringer angående den forsvundne civilisation på Påskeøen som følge af en mulig økologisk katastrofe Arkiveret 23. december 2006 hos  Wayback Machine (fransk)
- Universitetet i Pau: Humanøkologiens internationale certifikat Arkiveret 10. oktober 2004 hos  Wayback Machine (fransk)
- Portal for dokumentation og terminologi inden for økologi (fransk)
- Økologi og beskyttelse af naturen Arkiveret 1. december 2007 hos  Wayback Machine (fransk)
- Forskning i økologi Arkiveret 5. oktober 2010 hos  Wayback Machine